# Juan Carlos Beca Belmonte
Juan Carlos Beca Belmonte (Sanlúcar de Barrameda, Cádiz, 24 de agosto de 1947- Madrid, 6 de abril de 2024) fue un matador de toros español nieto del ilustre torero Juan Belmonte.

## Biografía
Debutó con picadores en Valencia el 14 de marzo de 1967. Tomó la alternativa en Santander el 26 de agosto de 1968, siendo apadrinado por Antonio Ordóñez, actuando como testigo Miguel Mateo "Miguelín". Los toros eran de Carlos Urquijo.
La confirmación en Las Ventas tuvo lugar el 14 de mayo de 1969, con Antonio Chenel "Antoñete" y José Fuentes, el toro se llamaba "Peinetero" y pertenecía a la ganadería de Moreno Yagüe. En 1971 salió por la Puerta Grande de Las Ventas. 
Formó parte de la empresa administradora de Las Ventas. Es jefe de taquillas del Real Madrid. Fue apoderado de Paquirri y estuvo casado con Ana Belén Ordóñez González (hija de Antonio Ordóñez y Carmina Dominguín, y hermana de Carmen Ordóñez). 